# Nguyễn Xuân Thăng
Nguyễn Xuân Thăng (sinh 1924) là sĩ quan cấp cao trong Quân đội nhân dân Việt Nam, hàm Trung tướng, nguyên Cục trưởng Cục Chính trị Cơ quan Bộ Quốc Phòng và Bộ Tổng Tham mưu (1986-1995).

## Thân thế sự nghiệp
Nguyễn Xuân Thăng sinh ngày 6 tháng 2 năm 1924 tại xã Dị Sử, huyện Mỹ Hào, tỉnh Hưng Yên.
Năm 1964, ông được điều động vào chiến trường Nam Bộ với cương vị Chính ủy kiêm Tư lệnh Bộ tư lệnh Thông tin B2,
Thường vụ Đảng ủy Bộ Tham mưu Quân Giải phóng miền Nam, từ 1964 đến 1975.
Năm 1976, ông được điều ra làm Tư lệnh kiêm Chính ủy Binh chủng Thông tin liên lạc
Năm 1986, ông được bổ nhiệm giữ chức Cục trưởng Cục Chính trị Cơ Quan Bộ Quốc Phòng và Bộ Tổng Tham mưu
Năm 1995, ông nghỉ chờ hưu.
Trung tướng (1986)